# بنی‌ملال
بنی‌ملال (Beni Mellal) با حدود ۲۵۰۰۰۰ نفر جمعیت یکی از شهرهای مرکزی کشور مراکش است.
این شهر در فاصله ۲۵۰ کیلومتری دارالبیضاء قرار دارد.
به نظر می‌رسد این شهر یکی از قدیمیترین زیستگاه‌های انسان در آفریقا بوده‌است.

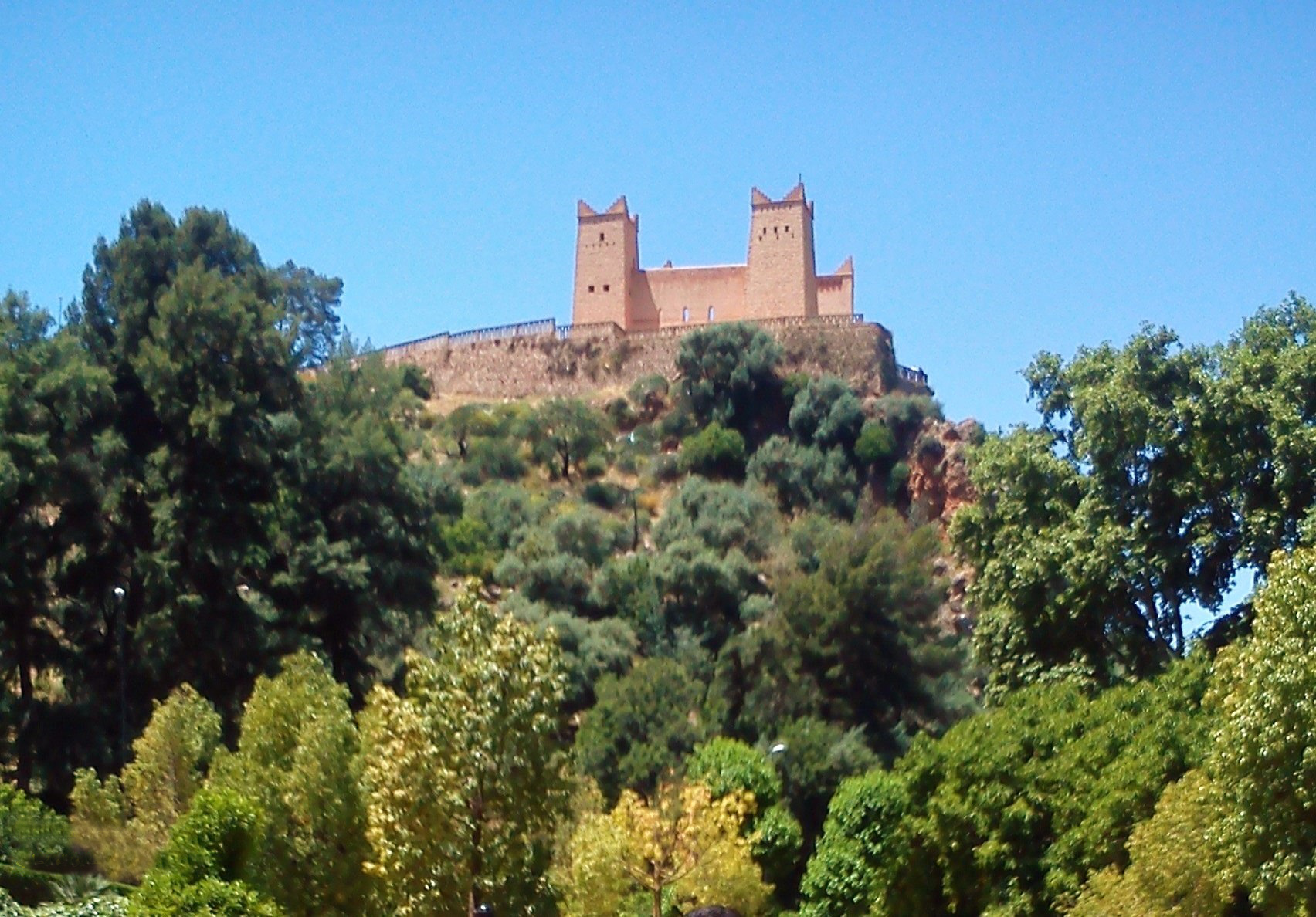
القصبة عین أسردون بنی ملال